# 마리조제 페레크
마리조제 페레크(프랑스어: Marie-José Perec, 1968년 5월 9일~)는 프랑스의 전직 단거리 육상 선수로, 200m와 400m를 전문적으로 활약하며 하계 올림픽 3관왕이다.
과들루프섬의 바스테르에서 태어나 후에 프랑스로 이주하였다. 1991년 세계 육상 선수권 대회와 1992년 하계 올림픽에서 400m를 우승하고, 4년 후 1996년 하계 올림픽에서 200m에도 들어가 마이클 존슨같이 200m/400m 2개의 금메달을 석권하였다. 거기서 400m 올림픽 기록 48.25초를 세웠다.
페레크는 또한 1994년 헬싱키에서 열린 유럽 선수권 대회에서 400m와 1600m 릴레이를 우승하기도 하였다.
1996년 하계 올림픽 금메달이 그녀의 마지막 국제 타이틀이었다. 2000년 하계 올림픽을 위해 시드니에 도착한 이래 호주의 보도진들에 의하여 괴롭힘을 당한 이유로 시합에 출전하지 않았다고 한다.
은퇴 후 모나코에 기지를 둔 국제기구 평화와 스포츠에 의하여 창설된 "평화를 위한 우승자"의 위원으로 있다.